# Placido Wolter

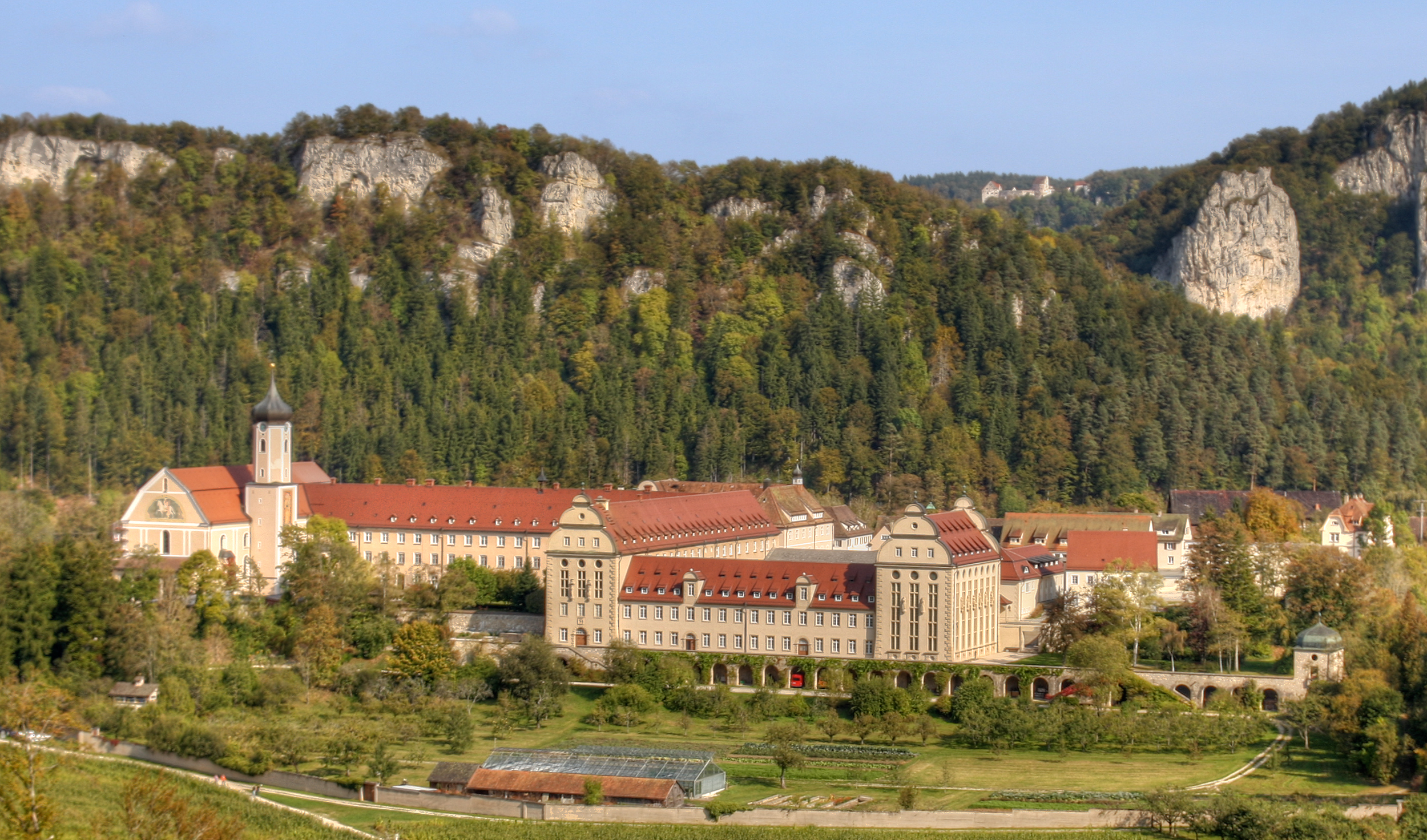
Il monastero di Beuron

Placido Wolter, al secolo Ernst Wolter (Bonn, 24 aprile 1828 – Beuron, 13 settembre 1908), è stato un presbitero tedesco, cofondatore e secondo arciabate del monastero benedettino di Beuron.

## Biografia
Fece studi umanistitici, giuridici, teologici e filosofici a Bonn, poi entrò nel seminario di Colonia per prepararsi al sacerdozio e fu ordinato prete il 14 settembre 1851. Fu docente nello studentato di Viersen e poi nella scuola del duomo di Aquisgrana.
Il 25 giugno 1855 entrò nell'abbazia benedettina di San Paolo fuori le mura a Roma: fece il noviziato a Perugia e professò il 16 luglio 1856 assumendo il nome religioso di Placido. Fu il primo e più fedele collaboratore di suo fratello Mauro, insieme al quale il 29 settembre 1860 fu ricevuto in udienza da papa Pio IX e partì per la Germania per fondarvi monasteri.
Nel 1863, per alcuni mesi, soggiornò presso Prosper Guéranger, abate di Solesmes, ricevendo un nuovo orientamento monastico.
Partecipò alla fondazione del monastero di Beuron, di cui fu vicepriore, e nel 1869 divenne priore della prima filiazione di Beuron, Arnstein, che ebbe un'esistenza effimera. Fu priore di Maredsous dal 1874 e poi, dal 1876, priore di Erdington, presso Birmingham.
Fu scelto come primo abate di Maredsous e ricevette la benedizione abbaziale il 1º maggio 1878; il 27 luglio 1890, dopo la morte del fratello, fu eletto secondo arciabate di Beuron.
Sotto il suo governo, la congregazione di Beuron ebbe un rapido sviluppo: nel 1892 fu restaurata l'abbazia di Maria Laach e nel 1899 fu fondata l'abbazia di Mont-César; seguirono fondazioni a Gerleve, a Kempen e a Sion e furono ammesse nella congregazione i monasteri femminili di Maredret ed Eibingen. I monaci di Beuron contribuirono alla riforma dei monasteri benedettini di Brasile e Portogallo.
Morìnel 1908 e fu sepolto della cripta della Gnadenkapelle di Beuron, fatta costruire da lui stesso.